# Manel Marí
Manel Marí (Ibiza, 17 de agosto de 1975-Valencia, 31 de enero de 2018) fue un poeta en catalán, guionista de televisión, articulista y traductor español.

## Biografía
Licenciado en sociología por la Universidad de Valencia, colaborador del diario Última Hora, traductor y corrector lingüístico, fue también militante y dirigente de movimientos estudiantiles en enseñanza media y del sindicato de izquierdas valencianista Bloc d'Estudiants Agermanats en la Universidad de Valencia. Además, fue fundador de Poesia per la Revolta, ciclo y taller de acciones poéticas de la organización Ca Revolta.
Su poética destaca por unos versos vivaces, punzantes y directos. La obra No pas jo, Premio Mallorca de Poesía de 2005, lo consolidó como uno de los autores jóvenes más interesantes de la poesía catalana. En El tàlem, Premio Ciutat de Palma Joan Alcover 2007, los versos recuerdan la obra de Vinyoli y Miquel Ángel Riera. El tema de la obra es la soledad, la decepción, la deriva de quien no sabe o no quiere adaptarse a un medio inaceptable. Los poemas impresionan por la dureza de las imágenes y una musicalidad muy trabajada de los versos, la intensidad y el nerviosismo de la expresión y la capacidad de sacudir el espíritu del lector.
En 2009 es galardonado con el Premio de Poesía Joan Climent por el poema "Ofrena laica". Fue invitado, junto a Eduard Marco, Josep Mir, Francesc Rodrigo y Manel Rodríguez-Castelló, a formar parte del jurado que entrega el premio Manuel Rodríguez Martínez en 2011.
Falleció en Valencia —ciudad en la que residía desde joven—, tras una gripe A que se complicó con una infección pulmonar.

## Obras

### Obra individual (poesía)
- Poemes en gris. Sa Nostra, Palma, 1999. Premio Miquel Àngel Riera de poesía, 1998.
- Tria impersonal. Col·lecció ‘Veus de paper', Sa Nostra, Ibiza, 1999.
- Clarisse. Servei de Publicacions de València, Valencia, 2000.
- Poemari de descortesia. Res Pública Ediciones, Ibiza, 2000.
- Patrimoni dels dies. Institut d'Estudis Eivissencs, Ibiza, 2001. Premio Baladre 1999.
- Paraula de poeta. Col·lecció ‘Poemes essencials', Gobierno de las Islas Baleares - Conselleria d'Educació i Cultura, Palma, 2001. 2a edición, revisada y ampliada, 2008.
- Deshàbitat. Ediciones 3 i 4, Valencia, 2004. XXII Premio Senyoriu d'Ausiàs March de Beniarjó 2003.
- No pas jo. Editorial Moll, Palma, 2006. I Premio Mallorca de Poesía 2005.[1]
- Suite a Mitges. Editorial Mediterrània, Ibiza, 2006 (sobre cuadros de Ricard Bofill).
- El tàlem. Editorial Moll, Palma, 2008. Premio Ciutat de Palma-Joan Alcover de poesía 2008.[2]
- Tavernàries. Bromera, Alzira, 2016. Premio Valencia Alfons el Magnànim de poesía 2016.

### Libros colectivos
- Sempre mar. Cultura contra a burla negra. Plataforma Nunca Mais - Asociación cultural Benito Soto, Santiago de Compostela, 2003.
- Solstici d'estiu, núm.8. Fundación ACA, Búger, 2005.
- For Sale –o 50 veus de la terra. Edicions 96, Valencia, 2010.
- Grans èxits. Poemas de Manel Marí, Sebastià Alzamora, Pere Joan Martorell i Josep Lluís Aguiló. Editorial Moll, Palma, 2010.
- Versos per la llengua, Trenta cinc veus poètiques d´Ibiza i Formentera. Editorial Arrela, 2013.[6]

### Obra recogida en antologías
- La poésie aux Baleáres à la fin du millénaire. Revue d'Études Catalanes - Université de Montpellier III, Montpellier, 2002.
- Poetry in the Balearic Islands at the end of the millennium. Ediciones Documenta Balear, Palma, 2003.
- “Los perfiles de Odisea”. Antología de la poesía joven en las Islas Baleares. Institut d'Estudis Baleàrics, Palma, 2007.
- Poètes contemporains de les Îles Baléares d'expressions catalane. Compilación y traducción de Maties Tugores Garau. Caractéres, París, 2010.
- Desde la farola. Poesía española última. Universidad de Salamanca, Salamanca, 2010.
- Assumiràs la veu. Edicions Terrícola, Barcelona, 2014.[7]
- La necesidad y la esperanza. Poesía actual en lengua catalana. Editorial Libros del Aire, Madrid, 2016.[8]

### Grabaciones
- Solstici d'estiu, núm.8. Fundación ACA, Búger, 2005.

### Festivales y actuaciones internacionales
- IV Festival de poesía de la Mediterrània. Palma, mayo de 2002.
- Festival d'Estiu de Literatura de Berlín. Berlín, julio de 2002.
- II Encontre internacional de literatura  “Eivissa, port mediterrani del llibre”. Ibiza, marzo de 2009.
- Recital de poesía en la sede de la Fundación Teloglión, con motivo de la inauguración de la exposición integral de la Fundación Pilar y Joan Miró, organizada por el Instituto Ramon Llull. Salónica, noviembre de 2009.[9]
- Recital de poesía en la Casa Fernando Pessoa, con motivo de la Semana de Cultura de las Islas Baleares, organizada por el Gobierno de las Islas Baleares y el Instituto Ramon Llull. Lisboa, marzo de 2010.
- Vociferio, I Festival de Poesía de Valencia 2011.